# Dokumentarfilm

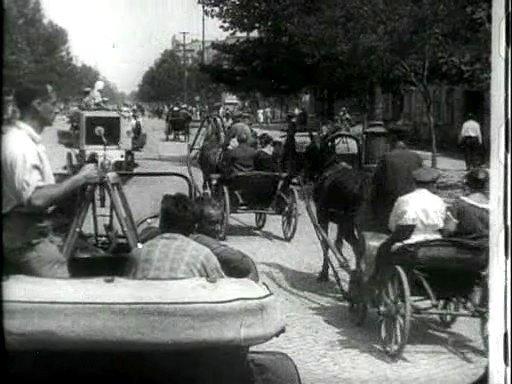
Filmaufnahmen zu Der Mann mit der Kamera (1929) von Dsiga Wertow

Dokumentarfilm ist eine Bezeichnung für nichtfiktionale Filme. Es gibt verschiedene Unterformen und verwandte Filmgenres.

## Begriffsgeschichte
Die Gattung des Dokumentarfilms wird wissenschaftlich als filmische Beobachtung und Bearbeitung der Wirklichkeit definiert.
Der Begriff sollte eine besondere Qualität des Authentischen unterstreichen. Diese stand nicht im Widerspruch zu erkennbar narrativen Überformungen der Wirklichkeit und zu inszenatorischen Eingriffen ins vorhandene „Tatsachenmaterial“. Dokumentarfilmische Authentizität ist vor allem als Rezeptionseffekt und nicht als spezifischer Wirklichkeitseindruck zu begreifen.
An einen Dokumentarfilm wird der Anspruch erhoben, authentisch zu sein. Die Erwartungshaltung des Zuschauers an einen Dokumentarfilm ist anders als die Erwartung an einen Spielfilm. Bei fiktionalen Filmen erwartet der Zuschauer eine ausgedachte Erzählung – bei Dokumentarfilm erwartet der Zuschauer eine Erzählung, die auf der Wirklichkeit basiert.
Bei der Darstellung (Filmprozess) empfangen Filmemacher Zeichen der Wirklichkeit, bei der Vorstellung des Films werden Symbole ausgesendet, die die Wirklichkeit vertreten. Es geht um das filmische Einfangen von realen Menschen, realen Orten und realen Geschichten: Dokumentarfilmer brauchen das Gespür, den Blick für das wahrhaftige und unverwechselbare reale Leben.
Der Filmtheoretiker Thomas Schadt meinte

„Für mich unterliegt ein Dokumentarfilm dramaturgisch ähnlichen Auflagen wie ein Spielfilm. Um den Zuschauer zu erreichen, zu fesseln, um Nähe und Identifikation herzustellen, um bewusst zu machen und nachdrücklich zu wirken, benötigt er ein Thema, einen Plot, eine Geschichte, sowie im dramaturgischen Aufbau eine rationale und/oder emotionale Logik und Motivation.“

Und der bedeutende Spielfilmregisseur Sergej Eisenstein schrieb 1925

„Für mich ist es ziemlich egal, mit welchen Mitteln ein Film arbeitet, ob er ein Schauspielerfilm ist mit inszenierten Bildern oder ein Dokumentarfilm. In einem guten Film geht es um die Wahrheit, nicht um die Wirklichkeit.“

Der künstlerische Dokumentarfilm unterscheidet sich formal oft von vielen eher journalistischen dokumentarischen Formaten durch das Fehlen einer allwissenden Kommentarstimme.

## Arten des Dokumentarfilms
Es gibt verschiedene Formen von Dokumentarfilmen, die nach der Gestaltung, der Absicht oder dem hauptsächlichen Inhalt unterschieden werden können.

### Nach der formalen strukturellen Gestaltung
Es gibt recht unterschiedliche Formen der strukturellen Gestaltung eines Dokumentarfilms
- Direct Cinema, in den 1960er Jahren in den USA entstanden, der Filmemacher und sein Kamerateam machen sich so wenig präsent wie möglich, es wird nur das Geschehen gefilmt, ohne Eingriffe des Filmteams, die konsequenteste Form wäre die versteckte Kamera oder eine installierte Kamera ohne anwesende Person
- Cinéma vérité, in den 1960er Jahren entstanden, hier ist der Filmemacher Teil des Geschehens, er lenkt dieses auch bei Bedarf und provoziert sogar mitunter Reaktionen der Beobachteten, die diese eigentlich gar nicht beabsichtigt hatten zu zeigen; wird bei Porträtfilmen oft verwendet
- Interviewfilm, der überwiegend oder vollständig aus einem Interview mit einer oder mehrerer Personen, häufig nur in einem Raum
- Inszenierte Dokumentarfilmszenen, bei denen die dargestellten Personen ihre eigenen Alltagshandlungen nachspielen, also zum Beispiel laufen sie auf der Straße, nachdem der Regisseur sie dazu aufgefordert hat; wird in der Gegenwart sehr häufig in Reportagen verwendet
- Mischformen aus diesen, dazu gehören auch semidokumentarische Filme mit Spielfilmszenen, die keine reinen Dokumentarfilme mehr sind

- Kompilationsfilm, zusammengestellt aus vorhandenem Archivmaterial, selten in reiner Form vorhanden

- Experimenteller Dokumentarfilm, als Untergattung des Experimentalfilms, mit ungewöhnlichen Gestaltungselementen

Der Filmkritiker Bill Nichols unterschied diese Formen (mode) des Dokumentarfilms
- Poetic mode: impressionistische, experimentelle, an der Avantgarde orientierte Form des Dokumentarfilms (Beispielsweise Dsiga Vertov: Der Mann mit der Kamera, 1929)
- Expository mode: illustrierende, logischen und narrativen Ordnungen folgende Darstellung von sozialen Themen, Aufklärung (Beispielsweise John Grierson: Drifters, 1929)
- Observational mode: Tradition des direct cinema, reine Beobachtung
- Reflexive mode: Tradition des cinéma vérité, selbstreflexiver Stil (das Medium reflektiert sich selbst)
- Performative mode: subjektiv aus der Perspektive des Filmemachers erzählte Filme über die eigene Realität, Selbstversuche (Beispielsweise David wants to fly, 2010, oder Vergiss mein nicht, 2012)

### Nach inhaltlichen Kriterien
Dokumentarfilme können verschiedene Inhalte und Absichten haben, die Zuordnungsgrenzen sind dabei fließend
- Porträtfilm, Darstellung einer Person, Institution, oder ähnlichem
- Reportage, Darstellung einer Gegend, Situation, eines Ereignisses, oder ähnlichem
- Dokumentation, Darstellung von historischen Inhalten, mit ausführlicheren Hintergründen
- Lehrfilm, Darstellung von Sachverhalten aus Naturwissenschaft, Geschichte, Technik oder ähnlichem zur direkten Wissensvermittlung, für Lehranstalten, aber auch für die private Fortbildung oder zur gezielten Information der Bevölkerung durch offizielle Behörden
- Essayfilm, zurückhaltene, reflektierende, eher philosophische Gestaltung des Films
- Naturfilm, der überwiegend Tiere, Pflanzen, Landschaften zeigt

Es können auch investigative Dokumentarfilme, Propagandafilme und weitere formale Kriterien wie Kinofilme, Fernsehfilme, Filme auf Streamingplattformen, und weiteres unterschieden werden.

### Verwandte Formen
Einige Filme ahmen zwar Dokumentarfilme nach, sind aber reine Spielfilme
- Doku-Drama, tatsächliche Geschehnisse werden von Schauspielern nachgespielt, meist sehr stark abweichend von den tatsächlichen Einzelheiten
- Mockumentary ein meist satirisch initiierter vorgetäuschter Dokumentarfilm, der vollständig inszeniert ist
- Scripted Reality eine vorgetäuschte Dokumentation, die aber nicht parodiert, sondern imitiert[4]

## Geschichte

### 1895–1918
Die ersten bewegten Bilder waren Dokumentarfilme: einzelne Einstellungen, die Momente aus dem Leben auf Film bannten, zuerst Arbeiter verlassen die Lumière-Werke (1895) der französischen Brüder Lumière, kurz danach das Wintergartenprogramm der Brüder Skladanowsky in Berlin. Im frühen Film dominierte die Darstellung von Ereignissen. Vor allem auf Grund technischer Grenzen wurden kaum Geschichten erzählt: Die großen Kameras hatten nur Platz für wenig Filmmaterial.
Der österreichische Ethnograph Rudolf Pöch konnte zwischen 1901 und 1906 wertvolle Aufnahmen der indigenen Völker Neuguineas in Bild und Ton bannen.
Seit 1907 gab es Wochenschauen, zuerst in Frankreich, dann in anderen Ländern, die über wichtige oder interessante Ereignisse aus Gesellschaft und Politik berichteten (Besuch des englischen Königspaares in Berlin am 9.2.1909).
Zwischen 1914 und 1918 wurden diese im Ersten Weltkrieg in den verschiedenen Ländern vor allem mit Propagandainhalten gezeigt, einige davon gezielt für das Ausland.
In Sowjetrussland wurden nach der Oktoberrevolution von 1917 Wochenschauen vor allem genutzt, die neue gesellschaftliche Entwicklung im Lande zu unterstützen. 

### 1918–1933

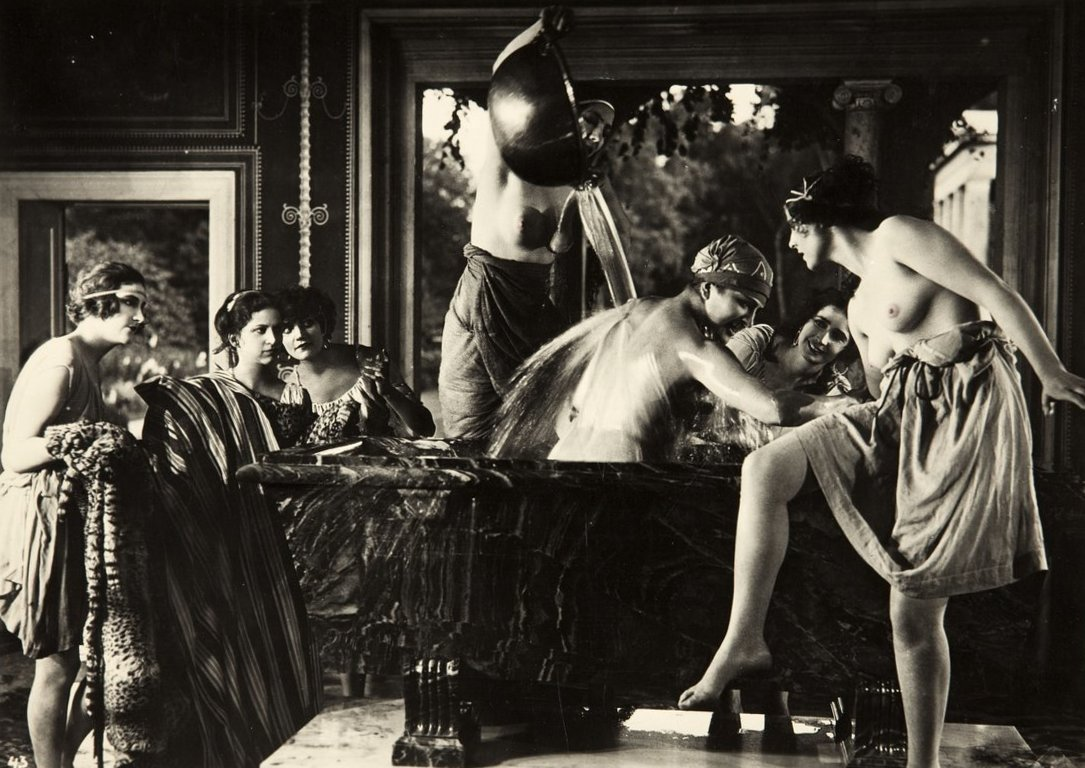
Wege zu Kraft und Schönheit (1926), mit Leni Riefenstahl

Im Deutschen Reich entwickelte die UFA um 1919 eine besondere Abteilung, die Kulturfilme produzierte, populärwissenschaftliche Lehrfilme aus Wissenschaft, Natur, Medizin, Literatur und weiteren Themenbereichen, die als Vorfilme zu Spielfilmen im Kino gezeigt wurden. Dabei entstanden auch die ersten längeren deutschen Dokumentarfilme wie Das Wunder des Schneeschuhs (1921) von Arnold Fanck, als weltweit erster Dokumentarfilm in Spielfilmlänge, der sehr freizügige Wege zu Kraft und Schönheit (1926) von Wilhelm Prager und der Evolutionsfilm Natur und Liebe (1927).
In den USA produzierte Robert J. Flaherty den abendfüllenden ethnographischen Film Nanuk, der Eskimo (1922), der allerdings viele inszenierte Szenen enthält, einige sogar bewusst vom Regisseur naturalisiert, so musste der Hauptdarsteller traditionelle Jagdgeräte verwenden, obwohl er ein Gewehr besaß. 
Seit Mitte der 1920er Jahre entstanden in mehreren europäischen Ländern einige innovative künstlerisch sehr hochwertige Dokumentarfilme, die das Leben in Großstädten möglichst authentisch darstellen wollten. So zeigte Rien que les heures (1926) von Alberto Cavalcanti einen Tag in Paris, Berlin: Die Sinfonie der Großstadt (1927) von Walter Ruttmann und Markt in Berlin (1929) eindrucksvolle Bilder aus der deutschen Reichshauptstadt.

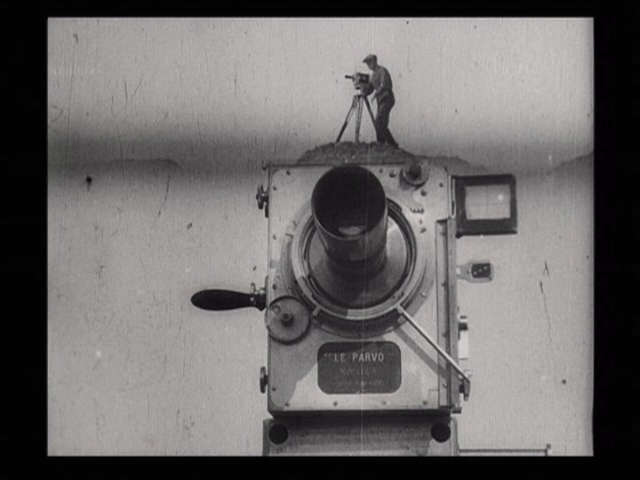
Szene aus Der Mann mit der Kamera (1929) von Dziga Vertov

Einer Höhepunkt des Dokumentarfilms in dieser Zeit war Der Mann mit der Kamera (1929) von Dsiga Wertow, der mit experimentellen Mitteln verblüffende Bilder schuf und als einer der wichtigsten Dokumentarfilme seiner Art gilt.
In Großbritannien verwendete John Grierson in seinem Film Drifters (1929) über die Heringsfischrrei in der Nordsee vor allem spontane, nicht inszenierte Aufnahmen, da diese das Leben unmittelbarer spiegelten. 1932 beschrieb er seine First Principles of Documentary und verwendete damit erstmals den Begriff documentary für eine bestimmte Art von Filmen. Er begründete die neue Dokumentarfilmbewegung in
Großbritannien und Kanada. 
Die Einführung von Tonfilmen seit etwa 1930 bot zwar für den Dokumentarfilm neue Möglichkeiten, sie war aber anfangs schwer zu handhaben, da die technische Entwicklung noch nicht besonders weit fortgeschritten war.

### 1933–1945
Seit 1933 wurden im Deutschen Reich die Kulturfilme zu den verschiedensten Themen weitergeführt. Ihre Anzahl übertraf die der Spielfilme bei weitem.
Leni Riefenstahl entwickelte besonders in ihren Dokumentationen Triumph des Willens und Olympia (1936/38) ungwöhnliche Blickperspektiven, die trotz ihrer ideologischen Ausrichtung bis in die Gegenwart als künstlerisch hochwertig eingestuft werden.
Die Wochenschauen wurden in den folgenden Jahren zunehmend ideologischer, während die meisten Kulturfilme durch die Verantwortlichen bewusst unpolitisch gehalten wurden, was von der Bevölkerung sehr geschätzt wurde.
Die meisten dieser Filme waren aber aus heutiger Perspektive künstlerisch nicht bedeutend.
Auch in anderen Ländern wurden Dokumentarfilme vermehrt für die Propaganda im Zweiten Weltkrieg genutzt.
In den USA schuf Frank Capra mit Why We Fight (1942–1945) eine siebenteilige Filmreihe, die im Auftrag der Regierung das heimische Publikum von der Notwendigkeit überzeugen sollte, in den Zweiten Weltkrieg einzutreten

### 1945–1960
1953 schuf der US-Amerikaner James Algar mit Die Wüste lebt einen der erfolgreichsten Tierfilme. Durch seine hohe ästhetische Qualität (Schnitt, Musik) wurde dieser Film zum Ausgangspunkt eines neuen Genres von Tierfilmen, die besonders ein Familienpublikum ansprachen.
Auch in der Bundesrepublik Deutschland waren Tier- und Naturfilme in dieser Zeit die erfolgreichsten und qualitativ hochwertigsten, darunter Kein Platz für wilde Tiere (1956) und Serengeti darf nicht sterben (1959) von Bernhard und Michael Grzimek, der als erster deutscher Dokumentarfilm einen Oscar erhielt. Weitere bekanntere Naturfilmer waren in dieser Zeit die Deutschen Hans Hass und Heinz Sielmann sowie der Franzose Jacques-Yves Cousteau, der mit Lichter unter Wasser (1952) als einer der ersten einen Film mit Unterwasseraufnahmen machte.
Die Filme in den westdeutschen Wochenschauen wurden von der Regierung Adenauer kontrolliert und beeinflusst. In vielen Ländern entstanden in dieser Zeit mit der Gründung vion Fernsehanstalten (in der BRD 1952) eine Konkurrenz zum Kinofilm, deren Bedeutung in den folgenden Jahrzehnten weiter zunahm.

### 1960–2000
1960 entwickelte sich in Frankreich die Richtung des cinéma vérité, vor allem mit dem Film  Chronique d’un été  von Jean Rouch. Bei dieser ist das Filmteam Teil des Geschehens, das aufgenommen wird, und beeinflusst dieses gegebenenfalls auch durch sein Verhalten.
Im gleichen Jahr entwickelte sich in den USA die Richtung des Direct Cinema, die sich dagegen darum bemüht, im Hintergrund zu bleiben, und das Geschehen möglichst unbeeinflusst aufnehmen zu können. 

Beide Richtungen prägten in den folgenden Jahrzehnten die Gestaltung von Dokumentarfilmen, wobei das aktiv eingrreufende Cinéma verité sich mehr durchsetzte.
In dieser Zeit entstanden in vielen westlichen Ländern gesellschaftskritische Filme mit verschiedenen Schwerpunkten.
In der Bundesrepublik Deutschland gehörten Peter Nestler, Eberhard Fechner und Klaus Wildenhahn  zu den aktivsten kritischen Dokumentarfilmern. Zu deren Themen gehörten vor allem kritische Alltagsbeschreibungen von einfachen Leuten, sowie das Aufzeigen von gesellschaftlichen Missständen. Einer der bekanntesten Filme aus dieser Zeit war Der Polizeistaatsbesuch (1967) von Roman Brodmann, der den Besuch des persischen Schahs in West-Berlin, die Studentenproteste dagegen sowie die Erschießung von Benno Ohnesorg zum Inhalt hatte. Seit Septemberweizen (1980) von Peter Krieg wurden auch Globalisierungsthemen kritisch beschrieben.
Der argentinische Film La Hora de los hornos (Die Stunde der Hochöfen , 1968) von Octavio Getino und Fernando E. Solanas begründete eine neue Richtung von kapitalismus- und neokolonialismuskritischen Filmen in Lateinamerika und beeinflusste eine ganze Generation von Filmemachern.
Seit 1990 entstanden einige Filme ostdeutscher Filmemacher, die die neuen Möglichkeiten nutzten, über die Gegenwart, die Ereignisse der Jahre 1989/1990 und Aspekte der schwierigen Vergangenheit unbehindert darzustellen.

### Seit 2000
Mit dem Film Bowling for Columbine (2002) von Michael Moore, der sehr aktiv die Politik der damaligen US-amerikanischen Regierung krisierte, und der sehr erfolgreich war, stieg das Interesse US-amerikanischer Filmgesellschaften an Dokumentarfilmen. So wurden in den folgenden Jahren einige mit einem großen finanziellen und technischen Aufwand produziert, von denen Fahrenheit 9/11 (2004) ebenfalls von Michael Moore, die Rekordeinnahmen von 227 Millionen Dollar einspielte.
Die Themen dieser teuer produzierten Dokumentarfilme sind zumeist Politskandale, gesellschaftliche Katastrophen der jüngeren Vergangenheit und aufwändig gestaltete Naturfilme.
In der Zeit der geschlossenen Kinos 2020/2021 wurden auch einige Dokumentarfilme nur auf der Streamingplattform Netflix sehr erfolgreich gezeigt (Ich bin Celine Dion).

## Besondere Dokumentarfilme

### Nicht deutschsprachigee Dokumentarfilme
Zu den wichtigsten nichtdeutschsprachigen Dokumentarfilmen gehörten (sehr hohe Zuschauerzahlen oder mindestens zehn Preise oder besondere filmgeschichtliche Bedeutung)
| Jahr      | Titel                                | Regisseur                          | Land                     | Bemerkungen |
| --------- | ------------------------------------ | ---------------------------------- | ------------------------ | --- |
| 1895      | Arbeiter verlassen die Lumière-Werke | Brüder Lumière                     | Frankreich               | erster öffentlich gezeigter Film weltweit                                                                                                |
| 1922      | Nanuk, der Eskimo                    | Robert J. Flaherty                 | USA                      | erster abendfüllender Dokumentarfilm außerhalb Deutschlands, mit nachgespielten Szenen                                                   |
| 1926      | Nichts als die Zeit                  | Alberto Cavalcanti                 | Frankreich               | Aufnahmen über einen Tag lang in Paris                                                                                                   |
| 1927      | Der Mann mit der Kamera              | Dsiga Wertow                       | UdSSR                    | einer der innovativsten Dokumentarfilme der Filmgeschichte                                                                               |
| 1929      | Drifters                             | John Grierson                      | Großbritannien           | über Fischfang in der Nordsee, Beginn der Dokumentarfilmbewegung in Großbritannien                                                       |
| 1942–1945 | Why We Fight                         | Frank Capra                        | USA                      | siebenteilige Propagandareihe durch die US-Regierung für die Unterstützung des Kampfes im Zweiten Weltkrieg, etwa 54 Millionen Zuschauer |
| 1953      | Die Wüste lebt,                      | James Algar                        | USA                      | erfolgreichster Tierfilm dieser Zeit |
| 1958      | Nacht und Nebel                      | Anatole Dauman                     | Frankreich               | erster umfassender Dokumentarfilm über Vernichtungslager in Europa                                                                       |
| 1966      | Die schweigende Welt                 | Jacques-Yves Cousteau, Louis Malle | Frankreich               | erster Unterwasserfilm |
| 1968      | Die Stunde der Feuer                 | Claudio Getino, Fernando Solanas   | Argentinien              | wichtigster Dokumentarfilm in Lateinamerika                                                                                              |
| 1982      | Koyaanisqatsi                        | Godfrey Reggio                     | USA                      | nur Landschaften und Städte, ohne gesprochene Texte                                                                                      |
| 1985      | Shoah                                | Claude Lanzman                     | Frankreich               | über Vernichtung der Juden im Zweiten Weltkrieg                                                                                          |
| 2002      | Bowling for Columbine                | Michael Moore                      | USA                      | gegen Politik der US-Regierung, erfolgreichster Dokumentarfilm zu dieser Zeit                                                            |
| 2004      | Fahrenheit 9/11                      | Michael Moore                      | USA                      | über den Anschlag vom 11. September 2001 und dessen Folgen, erfolgreichster Dokumentarfilme zu dieser Zeit                               |
| 2005      | Die Reise der Pinguine               | Luc Jacquet,                       | Frankreich               | Naturfilm, vierterfolgreichster Dokumentarfilm aller Zeiten                                                                              |
| 2007      | Unsere Erde                          | Alastair Fothergill, Mark Linfield | USA                      | an über 200 Orten weltweit, einer der erfolgreichsten Naturfilme                                                                         |
| 2009      | Michael Jackson’s This Is It         | Kenny Ortega                       | USA                      | erfolgreichster Dokumentarfilm aller Zeiten, mit 267 Millionen US-Dollar Einnahmen                                                       |
| 2012      | Searching for Sugar Man              | Malik Bendjelloul                  | Schweden, Großbritannien | über zwei südafrikanische Fans, die nach einem US-Sänger suchen, etwa 25 Preise                                                          |
| 2014      | Citizenfour                          | Laura Poitras                      | USA                      | über den Whistleblower Edward Snowden, Oscar und zahlreiche weitere Preise                                                               |
| 2014      | The Look of Silence                  | Joshua Oppenheimer                 | Dänemark                 | über Massaker in Indonesien 1966/1967, über 40 Preise                                                                                    |
| 2016      | Der 13.                              | Ava DuVernay                       | USA                      | über Rassismus und Gefängnisinsassen in den USA, über 20 Preise                                                                          |
| 2020      | Mein Lehrer, der Krake               | Pippa Ehrlich, James Reed          | Südafrika                | über Begegnungen mit einem Oktopus, 20 Preise, darunter Oscar                                                                            |
| 2023      | 20 Tage in Mariupol                  | Mstyslaw Tschernow                 | Ukraine                  | unmittelbare Darstellung des Beginns des Krieges in der Stadt mit vielen Zerstörungen; etwa 30 Preise                                    |
| 2024      | All That Breathes                    | Shaunak Sen                        | Indien                   | über zwei junge Menschen in Neu Delhi, die verletzte Vögel einsammeln, etwa 20 Preise                                                    |
| 2024      | No Other Land                        |                                    | Palästina, Norwegen      | über den Alltag in Palästina, Oscar und über 20 Preise                                                                                   |

### Deutschsprachigee Dokumentarfilme
Zu den bedeutendsten deutschsprachigen Dokumentarfilmen gehören
| Jahr      | Titel                               | Regisseur                                                                       | Land                            | Bemerkungen |
| --------- | ----------------------------------- | ------------------------------------------------------------------------------- | ------------------------------- | --- |
| 1895      | Wintergartenprogramm                | Max Skladanowsky                                                                | Deutsches Reich                 | erste öffentlich aufgeführte Filme im Deutschland                                                                                      |
| 1926      | Wege zu Kraft und Schönheit         | Wilhelm Prager                                                                  | Deutsches Reich                 | Plädoyer für gesunde körperliche Bewegung, zweitwichtigster Dokumentarfilm der Weimarer Republik                                       |
| 1927      | Berlin – Die Sinfonie der Großstadt | Walter Ruttmann                                                                 | Deutsches Reich                 | Aufnahmen aus Berlin, mit rhythmischer Gestaltung der Bilder, einer der künstlerisch bedeutendsten deutschen Dokumentarfilme überhaupt |
| 1936/38   | Olympia                             | Leni Riefenstahl                                                                | Deutsches Reich                 | mit ungewöhnlicher Blickwinkel und formalen Gestaltungen                                                                               |
| 1956      | Serengeti darf nicht sterben        | Bernhard und Michael Grzimek                                                    | BR Deutschland                  | Naturfilm, erster deutscher Dokumentarfilm mit einem Oscar                                                                             |
| 1961–2007 | Die Kinder von Golzow               | Winfried und Barbara Junge                                                      | DDR, dann Deutschland           | Langzeitdokumentation über Bewohner eines Dorfes in der Uckermark                                                                      |
| 1967      | Der Polizeistaatsbesuch             | Roman Brodmann                                                                  | BR Deutschland                  | über umstrittenen Shahbesuch in West-Berlin, wichtiger gesellschaftskritischer Film in dieser Zeit                                     |
| 1978      | Deutschland im Herbst               | Rainer Werner Fassbinder, Volker Schlöndorff, Alexander Kluge, und acht weitere | BR Deutschland                  | über Gesellschaft zur Zeit der RAF |
| 1988      | Winter adé                          | Helke Misselwitz                                                                | DDR                             | ungewöhnlich kritischer Film über Frauen in der DDR                                                                                    |
| 1988      | Flüstern und Schreien               | Dieter Schumann                                                                 | DDR                             | |
| 1999      | Buena Vista Social Club             | Wim Wenders                                                                     | Deutschland                     | über kubanische Band mit über 80-jährigen Musikern, mehrere Preise                                                                     |
| 2001      | Black Box BRD                       | Andreas Veiel                                                                   | Deutschland                     | über RAF, mehrere Preise |
| 2004      | Darwin's Alptraum                   | Hubert Sauper                                                                   | Österreich, Frankreich, Belgien | über ökologische Katastrophe am Victoria-See in Tansania, über 500.000 Zuschauer, viele Preise                                         |
| 2005      | We Feed the World                   | Erwin Wagenhöfer                                                                | Österreich                      | über Massenproduktion von Nahrungsmitteln, erfolgreichster österreichischer Dokumentarfilm, mit über 800.000 Zuschauern                |
| 2008      | Let’s Make Money                    | Erwin Wagenhöfer                                                                | Österreich                      | über internationale Finanzverflechtungen, über 330.000 Zuschauer                                                                       |
| 2011      | Taste the Waste                     | Valentin Thun                                                                   | Deutschland                     | über Lebensmittelverschwendung, zehn Preise                                                                                            |
| 2012      | More than Honey                     | Markus Imhof                                                                    | Schweiz                         | über Bienensterben , erfolgreichster Schweizer Dokumentarfilm                                                                          |
| 2024      | Die Unbeugsamen                     | Torsten Körner                                                                  | Deutschland                     | über westdeutsche Politikerinnen bis 1990, über 150.000 Zuschauer, 37 Wochen im Kino                                                   |

## Dokumentarfilmfestivals und Dokumentarfilmpreise

### Festivals
Deutschsprachige
- Internationales Leipziger Festival für Dokumentar- und Animationsfilm – seit 1955
- Duisburger Filmwoche – seit 1978
- Kasseler Dokumentarfilm- und Videofest – seit 1982, mit Schwerpunkt Neue Medien
- Internationales Dokumentarfilmfestival München – seit 1985
- DokumentART in Neubrandenburg – seit 1992

Internationale (Auswahl)
- International Documentary Film Festival Amsterdam, Niederlande – seit 1988
- Internationales Dokumentarfilmfestival von Yamagata, Japan – seit 1989
- Visions du Réel, Nyon, Schweiz – seit 1969

Eine umfassende Liste ist hier abrufbar:

### Preise
International
Die wichtigsten internationalen Dokumentarfilmpreise sind der Oscar/Bester Dokumentarfilm, sowie gegebenenfalls bei wichtigen allgemeinen Filmfestivals wie in Cannes oder Venedig. Weitere spezielle Dokumentarfilmpreise sind
- Critics’ Choice Movie Award/Bester Dokumentarfilm
- Chicago Film Critics Association Award/Bester Dokumentarfilm
- London Critics’ Circle Film Award/Bester Dokumentarfilm
- National Board of Review Award/Bester Dokumentarfilm
- British Academy Film Award/Bester Dokumentarfilm
- Satellite Awards/Film/Bester Dokumentarfilm
- Sundance Film Festival/Großer Preis der Jury – Bester Dokumentarfilm und Bester ausländischer Dokumentarfilm

Deutschsprachig
Die wichtigsten deutschen Preise für Dokumentarfilme sind der Deutsche Filmpreis/Bester Dokumentarfilm und der Grimme-Preis für Fernsehdokumentationen, in einigen seltenen Fällen auch bei der Berlinale. Daneben vergeben die deutschsprachigen Dokumentarfilmfestivals Preise. Weitere sind
- Phoenix-Dokumentarfilmpreis
- Bayerischer Filmpreis – Dokumentarfilm
- Filmbüro Bremen – Dokumentarfilm Förderpreis
- Heimatfilmfestival – Dokumentarfilmpreis der Stadt Freistadt
- Diagonale – Bester österreichischer Dokumentarfilm

## Urheberrecht und Zugangsmöglichkeiten
Dokumentarfilme sind nach § 94 UrhG urheberrechtlich geschützt, bis 50 Jahre nach der ersten Ausstrahlung. Dennoch gab es wiederholt Schwierigkeiten bei der vollen Anerkennung der Schöpfungshöhe.
Kopien von Dokumentarfilmen können käuflich erworben oder ausgeliehen werden, einige sind auch für eine begrenzte oder längere Zeit online abrufbar, zum Beispiel in Mediatheken.
Daneben gibt es Video-on-Demand-Angebote, bei denen sie gegen eine geringe Gebühr (wie bei der  Site DocAlliance) oder völlig kostenlos (wie etwa bei UBUweb) abgerufen werden können.